# Beuroisia major
Beuroisia major är en kräftdjursart som först beskrevs av Sakai 1978.  Beuroisia major ingår i släktet Beuroisia och familjen Goneplacidae. Inga underarter finns listade i Catalogue of Life.